# Phryxe vigil
Phryxe vigil là một loài ruồi trong họ Tachinidae.